# Pellucidomyia ugandae
Pellucidomyia ugandae är en tvåvingeart som beskrevs av John William Scott Macfie 1939. Pellucidomyia ugandae ingår i släktet Pellucidomyia och familjen svidknott.
Artens utbredningsområde är Uganda. Inga underarter finns listade i Catalogue of Life.